# مرحبا الآن (أغنية كيندريك لامار)
" Hey Now " هي أغنية سجلها كندريك لامار مع مقطع مميز من أغنية زاريوس "دودي 6" كانينغهام، وهو مغني راب من لوس أنجلوس خرج مؤخراً من السجن.  إنه المسار الخامس في ألبوم لامار السادس، والذي تم إصداره بشكل مفاجئ تحت إشراف PGLang و Interscope Records في 22 نوفمبر 2024.

## إستقبال نقدي
كتب Passion of the Weiss أن الأغنية كانت "كيندريك في أفضل حالاتها. إيزأر طوال المقطع وأبياته، وكان الأداء لاذعاًوأدرك الهمسات المظلمة للغاية لبريس ويونغ سلوبي مع الحفاظ على قوتهما وحبهما للشرائط الزرقاء".
صرح موقع Hits Daily Double أن الأغنية كانت مليئة بـ "حفريات دريك الخفية" و "الكلمات المزعجة حول خنق الماعز".  وبالمثل، توقع فورت أن تكون الأغنية بمثابة انعكاس خفي للعداء بين دريك وكيندريك لامار . 

## ريمكس
في عيد الميلاد عام 2024، أصدر تايلر ذا كريتور ريمكسًا حرًا وفيديو موسيقيًا لأغنية "Hey Now" بعنوان "That Guy". من الناحية الغنائية، يناقش الريمكس الحر ثروات تايلر وممتلكاته، ب e Pop Out: Ken &amp; Friends؛ كما يلمح إلى إمكانية إصدار نسخة فاخرة من Chromakopia.   يظهر في الفيديو الموسيقي تايلر في لوس أنجلوس مع العديد من خريجي Odd Future بما في ذلك جاسبر دولفين وترافيس بينيت وليونيل بويس. 

## المخططات البيانية
| المخطط (2024)                           | قمة موضع |
| --------------------------------------- | -------- |
| أستراليا ( ARIA )                       | 26       |
| أستراليا الهيب هوب/R&B ( ARIA )         | 7        |
| 18                                      |          |
| ليتوانيا ( AGATA )                      | 25       |
| نيوزيلندا ( موسيقى مسجلة نيوزيلندا )    | 22       |
| البث المباشر في المملكة المتحدة ( OCC ) | 46       |
| 5                                       |          |
| 5                                       |          |